# Stachursky Mega Dance Mix
Stachursky Mega Dance Mix – kompilacja z przebojami Stachursky’ego, wydana w grudniu 1997 roku nakładem wydawnictwa muzycznego Snake’s Music. Album zawiera pięćdziesięciominutowy mix wcześniej wydanych przez wokalistę piosenek.

## Lista utworów
Opracowano na podstawie materiału źródłowego.
1. „Tego właśnie chcesz” – 5:10
2. „Nikogo nie ma (pomiędzy nami)” – 3:37
3. „Dlaczego” – 3:57
4. „Chcesz czy nie” – 4:10
5. „Taki jestem” – 4:04
6. „Kowbojskie życie” – 4:33
7. „Przyjaciele” – 4:18
8. „Tego właśnie chcesz” – 8:39
9. „Jak w niebie” (Bonus Trax) – 6:36
10. „Tego właśnie chcesz” (Bonus Trax Special) – 5:25
11. „DJ Maxi Megamix” – 9:14